# Tulcán
Tulcán és una ciutat de l'Equador, capital de la província de Carchi. La ciutat ha adquirit una certa importància pel fet de ser el punt fronterer més important del país amb Colòmbia. La seva població és d'uns 82.000 habitants.